# Malaysia i olympiska sommarspelen 1984
Malaysia deltog i de olympiska sommarspelen 1984 med en trupp bestående av 21 deltagare, men ingen av landets deltagare erövrade någon medalj.

## Cykling
Bana
Sprint
| Rosman Alwi | Herrarnas sprint | F Schmidtke (FRG) F Orban (BEL) L | M Rainsford (AUS) R Guaves (PHI) W 11,58 | Mall:Bye | P Vernet (FRA) L | M Barry (GBR) L | Gick inte vidare | Gick inte vidare | Gick inte vidare | Gick inte vidare | Gick inte vidare | Gick inte vidare | Gick inte vidare | Gick inte vidare | Gick inte vidare |

Tempolopp
| Idrottare   | Gren                | Tid     | Placering |
| ----------- | ------------------- | ------- | --------- |
| Rosman Alwi | Herrarnas tempolopp | 1:11,03 | 20        |

## Friidrott
Herrar
Bana
| Idrottare           | Gren                  | Heat     | Heat      | Kvartsfinal      | Kvartsfinal      | Semifinal        | Semifinal        | Final            | Final            |
| Idrottare           | Gren                  | Resultat | Placering | Resultat         | Placering        | Resultat         | Placering        | Resultat         | Placering        |
| ------------------- | --------------------- | -------- | --------- | ---------------- | ---------------- | ---------------- | ---------------- | ---------------- | ---------------- |
| Nordin Mohamed Jadi | Herrarnas 200 meter   | 21,88    | 5         | Gick inte vidare | Gick inte vidare | Gick inte vidare | Gick inte vidare | Gick inte vidare | Gick inte vidare |
| Nordin Mohamed Jadi | Herrarnas 400 meter   | 47,12    | 5         | Gick inte vidare | Gick inte vidare | Gick inte vidare | Gick inte vidare | Gick inte vidare | Gick inte vidare |
| Batulamai Rajakumar | Herrarnas 800 meter   | 1:48,19  | 5         | Gick inte vidare | Gick inte vidare | Gick inte vidare | Gick inte vidare | Gick inte vidare | Gick inte vidare |
| Batulamai Rajakumar | Herrarnas 1 500 meter | 3:55,19  | 7         | i.u.             | i.u.             | Gick inte vidare | Gick inte vidare | Gick inte vidare | Gick inte vidare |

## Landhockey
Herrar
Gruppspel
| Lag          | Poäng | Spelade | W | D | L | GF | GA | GD  |
| ------------ | ----- | ------- | - | - | - | -- | -- | --- |
| Australien   | 10    | 5       | 5 | 0 | 0 | 17 | 4  | +13 |
| Västtyskland | 7     | 5       | 3 | 1 | 1 | 12 | 4  | +8  |
| Indien       | 7     | 5       | 3 | 1 | 1 | 14 | 9  | +5  |
| Spanien      | 4     | 5       | 2 | 3 | 0 | 11 | 12 | −1  |
| Malaysia     | 2     | 5       | 1 | 4 | 0 | 6  | 17 | −11 |
| USA          | 0     | 5       | 0 | 5 | 0 | 4  | 18 | −14 |

     Kvalificerade till semifinal